# Daniel Vincent

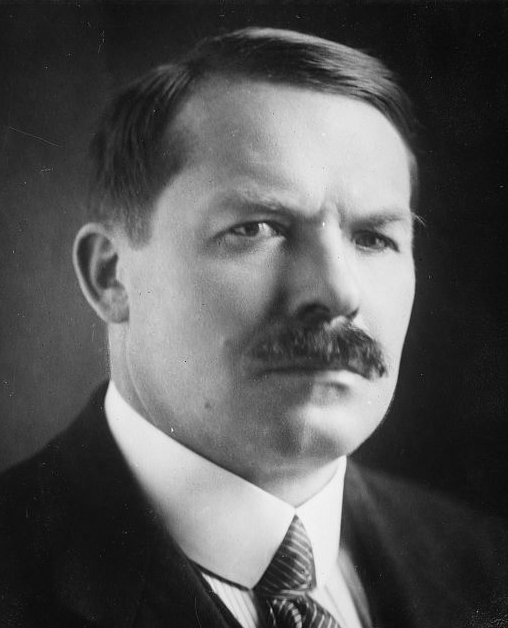
Daniel Vincent

Charles Augustin Daniel Vincent, auch Daniel-Vincent genannt (* 31. März 1874 in Bettrechies; † 3. Mai 1946 in Paris), war ein französischer Politiker der Dritten Republik. Er diente zwischen 1917 und 1926 in verschiedenen Bereichen als Minister.

## Leben

### Anfänge
Daniel Vincent war Student der École normale supérieure Saint-Cloud, danach der Universität Lille und der Sorbonne. Er begann seine Lehrtätigkeit 1901 als Dozent an der École Normale in Douai und wurde 1904 Professor an der École Normale in Paris. Er setzte seine Studien neben seiner Lehrtätigkeit fort und promovierte 1909 an der Fakultät für Literatur in Lille als docteur ès lettres.
Ab 1910 begann er seine politische Karriere, in deren Verlauf er mehrmals Minister, Abgeordneter und Senator des Departements Nord, Präsident des Generalrats des Départements Nord und Bürgermeister von Le Quesnoy wurde.
Bei den Wahlen von 1910 wurde er erstmals zum Abgeordneten gewählt; 1914 gelang ihm die Wiederwahl. Er gehörte der Parti républicain, radical et radical-socialiste an.

### Erster Weltkrieg
Bei Ausbruch des Ersten Weltkriegs (1914–18) wurde Vincent eingezogen und auf eigenen Wunsch der Luftwaffe zugeteilt. Er diente als Aufklärungsbeobachter. Er wurde Unterleutnant, dann Leutnant in einer Bomberstaffel und wurde für seine Verdienste ausgezeichnet. Er kehrte in die Abgeordnetenkammer zurück und wurde Mitglied des Finanzausschusses, wo er Berichterstatter für den Luftfahrthaushalt war.
Aufgrund seiner Kenntnisse der Luftfahrtbedingungen wurde Vincent 1917 zum Sous-secrétaires d’État für militärische Luftfahrt im fünften Kabinett von Alexandre Ribot ernannt. Bei seiner Ernennung waren die meisten französischen Flugzeuge den deutschen Kampfflugzeugen unterlegen, aber aus vertraglichen Gründen wurden weiterhin minderwertige Flugzeuge geliefert. Vincent wies den Service Technique de l’Aéronautique an, die Entwicklung von Flugzeugen einzustellen und die bestehenden Hersteller wieder zu unterstützen. Er versuchte, die Produktion zu beschleunigen, indem er die Herstellung von Flugzeugzellen und Triebwerken an Unterauftragnehmer vergab, und drohte, wenn die Hersteller nicht kooperierten, ihre Arbeiter in den Krieg zu schicken. Im folgenden Kabinett Painlevé I wurde er Minister für schöne Künste.

### 1919 bis 1946
Vincent wurde im November 1919 erneut in die Legislative gewählt. Außerdem wurde er 1919 Stadtrat und Bürgermeister von Le Quesnoy, ein Amt, das er bis 1940 innehatte. Im siebten Kabinett von Aristide Briand wurde er zum Minister für Arbeit und soziale Sicherheit ernannt. Im März 1921 legte er das erste französische Sozialversicherungsgesetz vor, das sich weitgehend auf die Arbeit seines Vorgängers Paul Jourdain stützte. Das sogenannte „Vincent-Gesetz“ sah eine Versicherung gegen Krankheit, Mutterschaft, Tod, Invalidität und Alter vor, die für alle Arbeitnehmer in Handel, Industrie und Landwirtschaft obligatorisch, für Kleinunternehmer, Handwerker und Kleinbauern jedoch freiwillig sein sollte. Der Gesetzentwurf wurde nicht verabschiedet, bildete jedoch die Grundlage für künftige Vorschläge.
In den Folgejahren wurde er erneut Parlamentsabgeordneter und bekleidete Ministerposten für die Bereiche „Handel und Industrie“ und „öffentliche Arbeiten“. Ebenso saß er im Generalrat von Berlaimont und ab 1932 war er Senator. Am 10. Juli 1940 stimmte er für die Übergabe der Macht an Marschall Pétain.
Er starb 1946 und wurde im Kolumbarium des Friedhofs Père-Lachaise (Abteilung 87, 4176) beigesetzt und nicht in der Familiengruft auf dem Friedhof von Le Quesnoy.

## Ehrungen
- Croix de guerre 1914–1918
- Kronenorden (Belgien)
- Kriegskreuz (Belgien)